# The Cannonball Adderley Quintet & Orchestra
The Cannonball Adderley Quintet & Orchestra è il 28° album di Julian Cannonball Adderley, pubblicato negli USA nel 1970.

## Tracce
Lato A
1. Experience in E – 20:00 (Joe Zawinul)

Lato B
1. Tensity – 12:38 (David Axelrod)
2. Dialogues for Jazz Quintet and Orchestra – 12:39 (Lalo Schfrin)

## Musicisti
- Julian Cannonball Adderley - sassofono alto
- Nat Adderley - cornetta
- Joe Zawinul - pianoforte, pianoforte elettrico
- Walter Booker - contrabbasso
- Roy McCordy - batteria
- William Fischer - conduttore musicale (brani: A e B1)
- Lalo Schifrin - conduttore musicale (brano B2)
- Personale dell'orchestra non conosciuto